# Lingue volta-congo

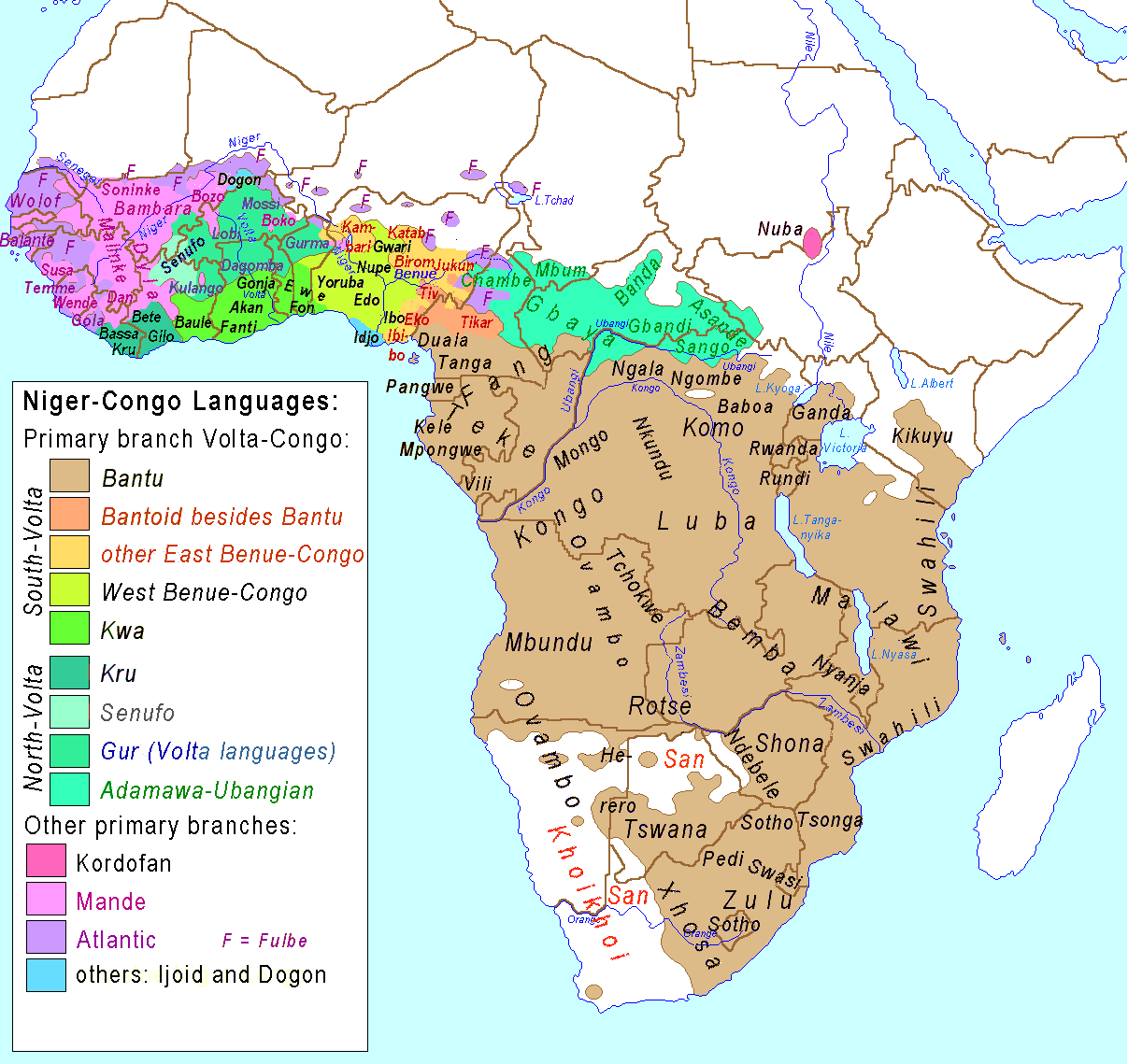
Mappa delle lingue niger-kordofaniane. Le lingue Volta–Congo sono segnate in marrone, arancio e verde.

Le lingue volta-congo o Lingue voltaico-congolesi, sono un importante gruppo di lingue africane, compreso filogeneticamente nella famiglia delle lingue Niger-Congo, ramo Congo-Atlantico, del quale costituisce il gruppo più importante.

## Storia
Le ricerche di linguistica comparata svolte da John M. Stewart negli anni sessanta e settanta del XX secolo, permisero di stabilire l'unità genetica delle lingue Volta–Congo e far luce sulla sua struttura interna.

## Sistema vocalico
Il sistema vocalico delle lingue Volta–Congo è stato fonte di numerosi dibattiti linguistici. Casali (1995) difende l'ipotesi che la lingua proto-Volta–Congo originariamente utilizzasse nove o dieci vocali col sistema dell'armonia vocalica e che questo insieme si sia ridotto a sette in molte lingue del gruppo. Le lingue delle montagne del Ghana–Togo sono esempi di lingue che adottano ancora il sistema a nove-dieci vocali.

## Classificazione
Secondo Ethnologue le lingue volta-congo sono 1362, e debbono così essere classificate:
(tra parentesi tonde il numero di lingue di ogni gruppo)
- Lingue volta-congo (1362)
  - lingue benue-congo (975)
    - lingua akpes (isolata)
    - lingue bantoidi (691)
    - lingue Cross River (68)
    - lingue defoidi (17)
    - lingue edoidi (33)
    - lingue idomoidi (9)
    - lingue igboidi (7)
    - lingue jukunoidi (20)
    - lingue kainji (58)
    - lingue nupoidi (11)
    - lingua oko (isolata)
    - lingue plateau (55)
    - lingua ukaan (isolata)
    - lingue non classificate (2)

  - lingue dogon (14)
  - lingue kru, parlate da 1/2 milioni di persone in Liberia, parte sud-occidentale della Costa d'Avorio; (39)
  - lingue kwa (79)
    - lingue della riva sinistra (30)
    - lingue nyo (49)

  - lingue volta-congo settentrionali (255)
    - lingue adamawa-ubangi (159): parlate da quasi 4 milioni di persone in un'area che si estende a partire dalla Nigeria nord-occidentale, attraversa il Camerun occidentale, Ciad meridionale, la parte centrale della Repubblica Centrafricana, Gabon settentrionale, Repubblica del Congo e Sudan sud-occidentale. Tra le lingue più importanti c'è il zande (1,1 milioni di parlanti in Repubblica del Congo, nella zona centrale della Repubblica Centrafricana e nel Sudan). La principale lingua franca della repubblica Africana centrale è la pidgin-creola sango, con 400.000 persone che la utilizzano come prima lingua, e con 4,5 milioni di persone che la utilizzano come seconda lingua. Contiene elementi provenienti dal francese e dalle lingue adamawa-ubangi.
    - lingue gur, parlate da più di 6 milioni di persone nella maggior parte del Burkina Faso e in molte nazioni vicine (Mali, Costa d'Avorio, Ghana, Togo, Nigeria). Il moore è la lingua gur più importante, parlata da più di 5 milioni di persone nel Burkina Faso e nelle aree adiacenti. (96)